# Älvsborgs läns mellersta valkrets
Älvsborgs läns mellersta valkrets var i riksdagsvalen till andra kammaren 1911–1920 en egen valkrets med fyra mandat. Valkretsen, som omfattade städerna Vänersborg och Alingsås samt från norr till söder Flundre, Väne, Bjärke, Vättle, Ale, Kullings och Gäsene härader, avskaffades vid valet 1921 då huvuddelen uppgick i Älvsborgs läns norra valkrets medan Gäsene härad fördes till Älvsborgs läns södra valkrets.

## Riksdagsmän

### 1912–första riksmötet 1914
- Otto Svensson, lmb
- Herman Carlson, lib s
- August Danielsson, lib s
- Gustaf Strömberg, s (1912)
  - Axel Andersson, s (16/1 1913–1914)

### Andra riksmötet 1914
- Otto Svensson, lmb
- Sanfrid Welin, lmb
- Herman Carlson, lib s
- Axel Andersson, s

### 1915–1917
- Alfred Pettersson, lmb
- Sanfrid Welin, lmb
- Herman Carlson, lib s
- August Johansson, s

### 1918–1920
- Sanfrid Welin, lmb
- Herman Carlson, lib s (1918)
  - Anders Karlsson, lib s (1919–1920)
- August Danielsson, lib s
- August Johansson, s (1918–1919)
  - Theodor Edsbäcker, s (1920)

### 1921
- Alfred Pettersson, lmb
- Arvid Andersson, bf
- August Danielsson, lib s
- Anders Hansson, s